# Sicyonia olgae
Sicyonia olgae is een tienpotigensoort uit de familie van de Sicyoniidae. De wetenschappelijke naam van de soort is voor het eerst geldig gepubliceerd in 1980 door Pérez Farfante.